# أنخيل فوس بيلاو
أنخيل فوس بيلاو (بالإسبانية: Ángel Faus Belau)‏ (9 فبراير 1936 - 30 أغسطس 2020)، هو صحفي ورسام إسباني وأستاذ كلية الاتصالات في جامعة نبرة. يُعد من أعظم المتخصصين الأوروبيين في مجال الإذاعة، بالإضافة إلى كونه أول دكتور في علوم المعلومات في إسبانيا (1979) وكان مدرسًا لخمسة وعشرين فصلاً من الصحفيين.